# David van Bodegom
David van Bodegom (Zuidhorn, 30 januari 1978) is arts, historicus, schrijver en verouderingsexpert bij Leyden Academy on Vitality and Ageing en verbonden als hoogleraar Vitaliteit in een verouderende populatie aan het LUMC in Leiden. Van Bodegom heeft zowel een studie geschiedenis als een studie geneeskunde afgerond.
Hij is een veel geraadpleegde deskundige op het gebied van vitaliteit en veroudering in de media en auteur van verschillende populair-wetenschappelijke boeken over veroudering waaronder Het geheim van de schildpad (2019), Ontpillen (2018) en, samen met Rudi Westendorp, Oud worden in de praktijk (2015) en 10 jaar cadeau (2019).
- Gemeinsame Normdatei: 1024432351
- ORCID: 0000-0002-5691-8342
- Virtual International Authority File: 260387093